# Булай Діа
Булай Діа (фр. Boulaye Dia; нар. 16 листопада 1996, Ойонна) — сенегальський футболіст, нападник клубу «Салернітана» і збірної Сенегалу. На правах оренди грає за «Лаціо».

## Ігрова кар'єра
Діа підписав професійний контракт з клубом «Реймс» 16 липня 2018 року після успішного дебютного сезону в складі команди «Жура Сюд Фут», де сенегалець у 21-й грі вдзначився 15-а голами. 20 жовтня 2018 Булай дебютував у складі «Реймсу» в матчі проти «Анже», що завершився внічию 1–1.
25 жовтня 2020 Діа відзначився хет-триком у переможній грі 4–0 проти клубу «Монпельє», ставши тим самим першим гравцем «Реймса», який зробив хет-трик у топ-дивізіоні після Сантьяго Сантамарії в 1978 році. Ця перемога стала першою для клубу в чемпіонаті 2020–21.
13 липня 2021 року «Вільярреал» оголосив про підписання п'ятирічної угоди з Діа. Дебютував у матчі проти англійського «Челсі» за Суперкубок УЄФА 2021, отримав схвальні відгуки за гру від експертів.
З 18 серпня 2022 року на умовах оренди захищає кольори італійського клубу «Салернітана».

## Виступи за збірну
Діа, який народився у Франції, сенегалець за походженням. 1 жовтня 2020 його викликали до національної збірної Сенегалу. 9 жовтня він дебютував у програному 1–3 товариському матчі проти збірної Марокко.
У складі збірної був учасником чемпіонату світу 2022 року у Катарі.

## Титули і досягнення
- Переможець Кубка африканських націй: 2021[10]